# Armand Bernard
Pour les articles homonymes, voir Armand Bernard (homonymie) et Bernard.
Armand Bernard est un acteur français, également chanteur et compositeur de musique de film, né le 21 mars 1893 à Colombes et mort le 13 juin 1968 à Paris (13e arr.).

## Biographie
Né dans une famille de journalistes (son père et son grand-père), il est très jeune passionné par le théâtre. Il joue dans une troupe d'amateurs à Asnières-sur-Seine où il vit. Sur les conseils d'Eugène Silvain qui est un ami de son père, il prépare le Conservatoire pendant quatre ans avant d'y être admis et en sort en 1916 avec un second prix de tragédie. Il effectue un bref passage à la Comédie-Française.
En 1921, il obtient un grand succès au cinéma dans le rôle de Planchet, valet de d’Artagnan, dans la version des Trois Mousquetaires d'Henri Diamant-Berger. Il joue ensuite, entre autres, dans Le Miracle des loups (1924) et Le Joueur d'échecs (1927), films de Raymond Bernard, ou encore dans le Napoléon (1927) d'Abel Gance.
Après une vingtaine de films muets, Armand Bernard prend le tournant du cinéma parlant et figure dans plus d'une centaine de films, le plus souvent des comédies où sa diction grave et son air digne apportent une note comique. Il joue notamment dans : Le Million de René Clair avec Annabella (1931) ; deux films réalisés en 1938 par Christian-Jaque : Les Disparus de Saint-Agil avec Erich von Stroheim et Michel Simon, et Raphaël le tatoué avec Fernandel ; Destins de Richard Pottier avec Tino Rossi (1946), ou encore Souvenirs perdus de Christian-Jaque en 1950. Armand Bernard chante dans quelques-uns de ses rôles, dont celui qu'il interprète dans Dactylo de Wilhelm Thiele (1931).
En 1940, parce qu'il est de confession juive, il est déchu de la nationalité française par la législation de Vichy. Sa carrière s'arrête, il se cache près de Grenoble. Après-guerre, il fera encore une quarantaine de films.
Parallèlement à sa carrière au cinéma, il se produit épisodiquement au théâtre et au music-hall. Il apparait pour la dernière fois sur les planches en 1962, tandis que ses disques publiés par Ultraphone témoignent de sa carrière de chanteur fantaisiste.
Mort le 13 juin 1968 à l'Hôpital de la Salpêtrière dans le 13e arrondissement de Paris, Armand Bernard est inhumé au cimetière ancien d'Asnières-sur-Seine.

## Filmographie

### Acteur de cinéma muet – Période 1914-1927
- 1914 : Le Drame du Figaro, de Maurice de Marsan
- 1917 : Le Traitement du hoquet (court métrage), de Raymond Bernard
- 1919 : Le Petit Café, de Raymond Bernard
- 1921 : Les Trois Mousquetaires, d'Henri Diamant-Berger. Film tourné en 12 époques : L'auberge de Meung, Les Mousquetaires de M. de Tréville, La lingère du Louvre, Les ferrets de diamant, Pour l'honneur de la reine, Le bal des échevins, Le Pavillon d'Estrées, L'auberge du Colombier rouge, Le bastion Saint-Gervais, La tour de Portsmouth, Le couvent de Béthune, La cabane de la lys : Planchet
- 1922 : Le Diamant noir, d'André Hugon : Gottfried
- 1922 : Les Deux Pigeons, d'André Hugon : Planchet
- 1922 : Vingt Ans après, d'Henri Diamant-Berger. Film tourné en 10 époques : Le Fantôme de Richelieu, Le donjon de Vincennes, La bataille de Lens, Le fils de Milady, La guerre des rues, Dans les camps opposés, Au pied de l'échafaud, La Felouque, l'Éclair, La bataille de Charenton, L'aventure du Cardinal Mazarin : Planchet
- 1923 : Ma tante d'Honfleur, de Robert Saidreau
- 1923 : Décadence et grandeur, de Raymond Bernard
- 1923 : L'Homme inusable, de Raymond Bernard
- 1923 : Mimi Pinson, de Théo Bergerat
- 1923 : À la gare, de Robert Saidreau
- 1924 : Le Miracle des loups, de Raymond Bernard (sonorisé en 1930)
- 1924 : Un fil à la patte film, de Robert Saidreau
- 1925 : L'Éveilleur d'instincts, d'Émile Champetier (court métrage)
- 1927 : Le Joueur d'échecs, de Raymond Bernard : Roubenko
- 1927 : Napoléon, d'Abel Gance : Jean-Jean
- 1927 : Éducation de prince, d'Henri Diamant-Berger
- 1927 : Rue de la Paix, d'Henri Diamant-Berger
- 1927 : Les deux poulains de Lucette, d'Émile Champetier

### Acteur de cinéma parlant – Période 1930-1940
- 1930 : La place est bonne, de Roger Lion (court métrage)
- 1930 : Paris la nuit, d'Henri Diamant-Berger
- 1930 : Tu m'oublieras, d'Henri Diamant-Berger
- 1930 : Eau, gaz et amour à tous les étages, de Roger Lion (court métrage)
- 1930 : Monsieur Gazon, d'Henri Diamant-Berger (court métrage)
- 1931 : Fra Diavolo, de Mario Bonnard
- 1931 : Olive passager clandestin, de Maurice de Canonge (moyen métrage)
- 1931 : Tumultes, de Robert Siodmak
- 1931 : Le Million, de René Clair
- 1931 : Les Monts en flammes, de Luis Trenker et Joe Hamman
- 1931 : La Femme de mes rêves, de Jean Bertin
- 1931 : Dactylo, de Wilhelm Thiele : Jules Fanfarel
- 1931 : Tout s'arrange, d'Henri Diamant-Berger
- 1931 : Calais-Douvres, d'Anatole Litvak et Jean Boyer
- 1931 : Le congrès s'amuse, d'Erik Charell et Jean Boyer
- 1931 : Le Club des resquilleurs (court métrage)
- 1932 : Quick, de Robert Siodmak
- 1932 : La Femme en homme, d'Augusto Genina
- 1932 : L'Enfant du miracle, de Maurice Diamant-Berger : Lescalopier
- 1932 : Monsieur de Pourceaugnac, de Gaston Ravel et Tony Lekain
- 1932 : Si tu veux, d'André Hugon : Jérôme
- 1932 : Conduisez-moi Madame, de Herbert Selpin : Émile
- 1932 : Le Petit Babouin, de Jean Grémillon (court métrage)
- 1932 : Chassé-croisé, de Maurice Diamant-Berger (court métrage)
- 1932 : Général à vos ordres, de Maurice Diamant-Berger (court métrage)
- 1933 : Touchons du bois, de Maurice Champreux
- 1933 : Les Aventures du roi Pausole, d'Alexis Granowsky, ainsi que sa version autrichienne (Die Abenteuer des Königs Pausole) et sa version anglaise (The Merry Monarch)
- 1933 : Les Vingt-huit Jours de Clairette, d'André Hugon : Michonnet
- 1933 : Le Fakir du Grand-Hôtel, de Pierre Billon
- 1933 : Caprice de princesse, d'Henri-Georges Clouzot
- 1933 : La Margoton du bataillon, de Jacques Darmont
- 1933 : L'École des auteurs, de Germain Fried (court métrage)
- 1933 : Paris-Deauville, de Jean Delannoy : Sosthène
- 1934 : L'École des contribuables, de René Guissart
- 1934 : Le Billet de mille, de Marc Didier
- 1934 : Flofloche, de Gaston Roudès
- 1934 : Le Secret d'une nuit, de Félix Gandéra : Coco
- 1934 : L'Oncle de Pékin, de Jacques Darmont
- 1934 : Trois de la marine, de Charles Barrois
- 1934 : Chansons de Paris, de Jacques de Baroncelli
- 1934 : La dactylo se marie, de René Pujol et Joe May : Jules Fanfarel
- 1934 : Compartiment de dames seules, de Christian-Jaque
- 1934 : Aux portes de Paris, de Jacques de Baroncelli et Charles Barrois
- 1934 : Une vocation irrésistible, de Jean Delannoy (court métrage)
- 1935 : Michel Strogoff, de Jacques de Baroncelli et Richard Eichberg
- 1935 : La Famille Pont-Biquet, de Christian-Jaque
- 1935 : Une nuit de noces, de Georges Monca et Maurice Kéroul
- 1935 : Sacré Léonce, de Christian-Jaque
- 1935 : Les dieux s'amusent, de Albert Valentin / Amphitryon, de Reinhold Schünzel
- 1936 : La Dernière Valse, de Leo Mittler
- 1936 : On ne roule pas Antoinette, de Paul Madeux
- 1936 : L'École des journalistes, de Christian-Jaque
- 1936 : Œil de lynx, détective, de Pierre-Jean Ducis
- 1936 : Pantins d'amour, de Walter Kapps
- 1936 : La Peau d'un autre, de René Pujol
- 1936 : Les Gaietés du palace, de Walter Kapps
- 1937 : La Fessée, de Pierre Caron
- 1937 : Le Club des aristocrates, de Pierre Colombier
- 1938 : Les Disparus de Saint-Agil, de Christian-Jaque : Mazeau, le concierge
- 1938 : Les Femmes collantes, de Pierre Caron
- 1938 : Le Monsieur de cinq heures, de Pierre Caron
- 1938 : Conflit, de Léonide Moguy
- 1938 : Raphaël le tatoué, de Christian-Jaque : Roger Drapeau, constructeur automobile
- 1938 : Le Veau gras, de Serge de Poligny
- 1939 : Place de la Concorde, de Karel Lamač
- 1939 : Ma tante dictateur, de René Pujol
- 1939 : Le monde tremblera ou La Révolte des vivants, de Richard Pottier
- 1939 : Le Bois sacré, de Léon Mathot
- 1940 : Ils étaient cinq permissionnaires, de Pierre Caron
- 1940 : Les Surprises de la radio, de Marcel Paul

### Acteur de cinéma parlant – Période 1945-1964
- 1945 : Le Père Serge, de Lucien Ganier-Raymond
- 1945 : Les Gueux au paradis, de René Le Hénaff : Le croque-mort
- 1946 : Destins, de Richard Pottier
- 1946 : L'Arche de Noé, de Henry Jacques
- 1947 : Mandrin, de René Jayet
- 1948 : La Femme que j'ai assassinée, de Jacques Daniel-Norman
- 1948 : Bichon, de René Jayet
- 1948 : L'Impeccable Henri, de Carlo Felice Tavano
- 1949 : On demande un assassin, de Ernst Neubach : Le représentant des pompes funèbres

- 1950 : Coq en pâte, de Carlo Felice Tavano
- 1950 : Cœur-sur-Mer, de Jacques Daniel-Norman
- 1950 : Souvenirs perdus, de Christian-Jaque, dans le sketch « Une couronne mortuaire »
- 1950 : Les Maîtres nageurs, d'Henri Lepage
- 1950 : Les Mémoires de la vache Yolande, d'Ernst Neubach
- 1950 : Demain nous divorçons, de Louis Cuny
- 1951 : Piédalu à Paris, de Jean Loubignac
- 1951 : Les Deux Monsieur de Madame, de Robert Bibal
- 1951 : Ce coquin d'Anatole, de Émile Couzinet
- 1951 : Trois Vieilles Filles en folie, de Émile Couzinet
- 1951 : Le Costaud des Batignolles, de Guy Lacourt
- 1951 : Un amour de parapluie, de Jean Laviron (court métrage)
- 1952 : Des quintuplés au pensionnat, de René Jayet
- 1952 : L'Île aux femmes nues, de Henri Lepage
- 1953 : Mon gosse de père, de Léon Mathot
- 1953 : Boum sur Paris, de Maurice de Canonge
- 1953 : Trois jours de bringue à Paris, d'Émile Couzinet
- 1954 : Le Congrès des belles-mères, d'Émile Cousinet
- 1955 : Coup dur chez les mous, de Jean Loubignac
- 1955 : On déménage le colonel, de Maurice Labro
- 1956 : Pas de grisbi pour Ricardo, de Henri Lepage
- 1957 : Le Colonel est de la revue, de Maurice Labro
- 1957 : Miss Catastrophe, de Dimitri Kirsanoff
- 1957 : Une nuit au Moulin Rouge, de Jean-Claude Roy
- 1957 : La Blonde des tropiques, de André Roy
- 1957 : C'est la faute d'Adam, de Jacqueline Audry
- 1957 : Fumée blonde, de Robert Vernay
- 1958 : La Môme aux boutons, de Georges Lautner
- 1963 : La Bande à Bobo, de Tony Saytor
- 1964 : Les Aventures de M. Pickwick, de René Lucot. Série TV en 12 épisodes

### Co-scénariste
1925 : L'Éveilleur d'instincts, d'Émile Champetier (en coll. avec Émile Champetier)

### Compositeur de musiques de film
- 1931 : Le Million, de René Clair
- 1932 : La Femme en homme, d'Augusto Genina

## Théâtre
- 1913 : Les Femmes savantes, de Molière, mise en scène Irénée Manget, Théâtre des Arts
- 1917 : La Treizième Chaise, de Gabrielle Dorziat d'après Bayard Veiller, Théâtre Réjane
- 1950 : Ces dames aux chapeaux verts, de Germaine Acremant, Théâtre des Bouffes du Nord
- 1950 : Mon bébé, de Maurice Hennequin d'après Baby mine de Margaret Mayo, mise en scène Christian-Gérard, Théâtre de la Porte-Saint-Martin
- 1960 : Un garçon d'honneur, d'Antoine Blondin et Paul Guimard d'après Le Crime de Lord Arthur Saville d'Oscar Wilde, mise en scène Claude Barma, Théâtre Marigny
- 1961 : Loin de Rueil, de Maurice Jarre et Roger Pillaudin d'après Raymond Queneau, mise en scène Maurice Jarre et Jean Vilar, TNP Chaillot
- 1961 : Le 10e Homme, de Paddy Chayefsky, mise en scène Raymond Gérôme, Théâtre du Gymnase

## Discographie – Chanteur
- 20 disques 78 tours pour les labels Polydor, Columbia et Odéon entre 1930 et 1933
- Ses grands succès en 45T : Le petit oiseau joli, La tirelire, Si tu veux, Miaou, C'est le Printemps